# Myricaria bracteata
Myricaria bracteata är en tamariskväxtart som beskrevs av John Forbes Royle. Myricaria bracteata ingår i släktet klådrissläktet, och familjen tamariskväxter. Inga underarter finns listade.